# Apostelkirche (Hannover)

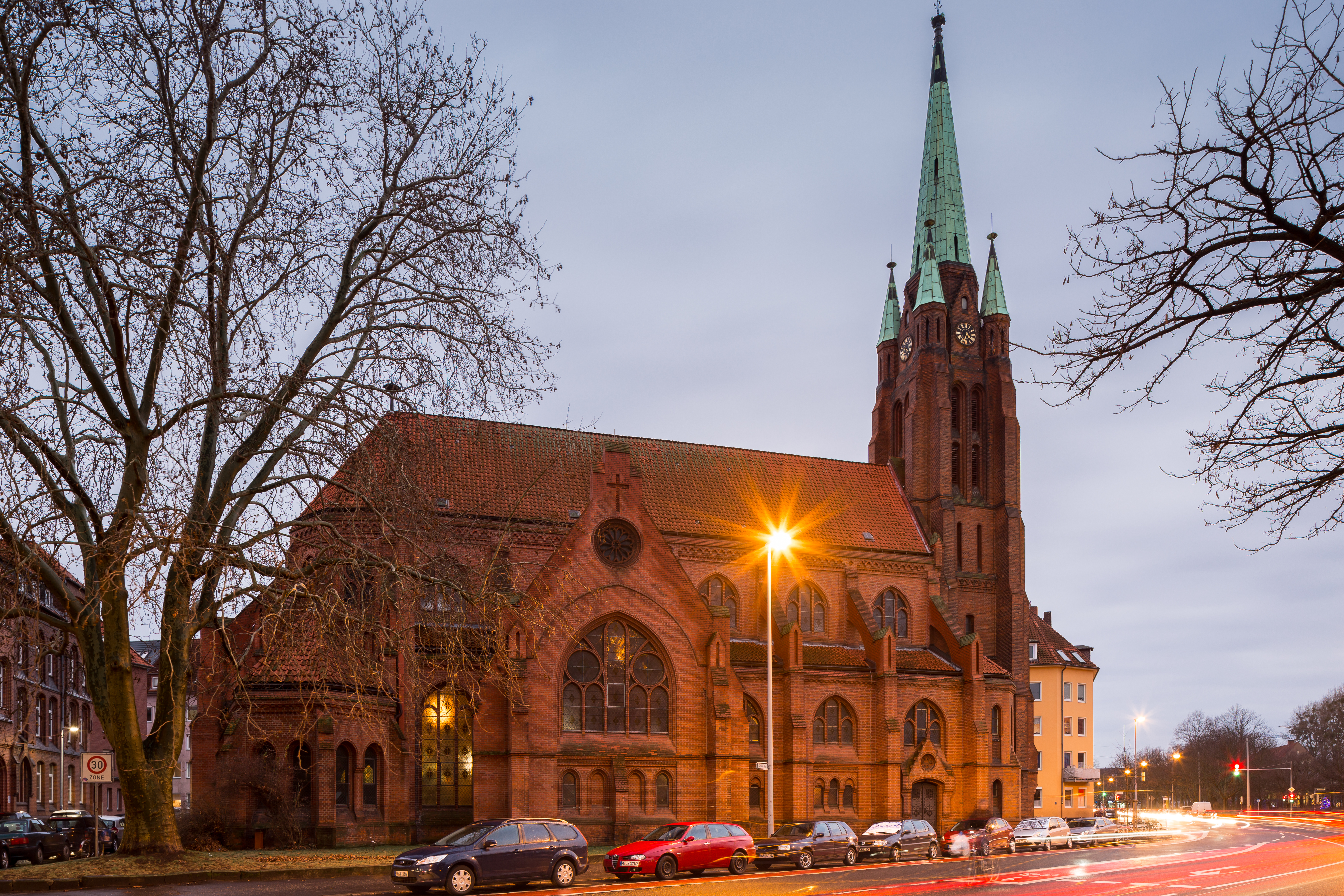
Apostelkirche

Die Apostelkirche in Hannover ist das im Jahr 1884 eingeweihte Kirchengebäude der evangelisch-lutherischen Apostel-und-Markus-Kirchengemeinde in der Oststadt von Hannover.

## Gemeinde

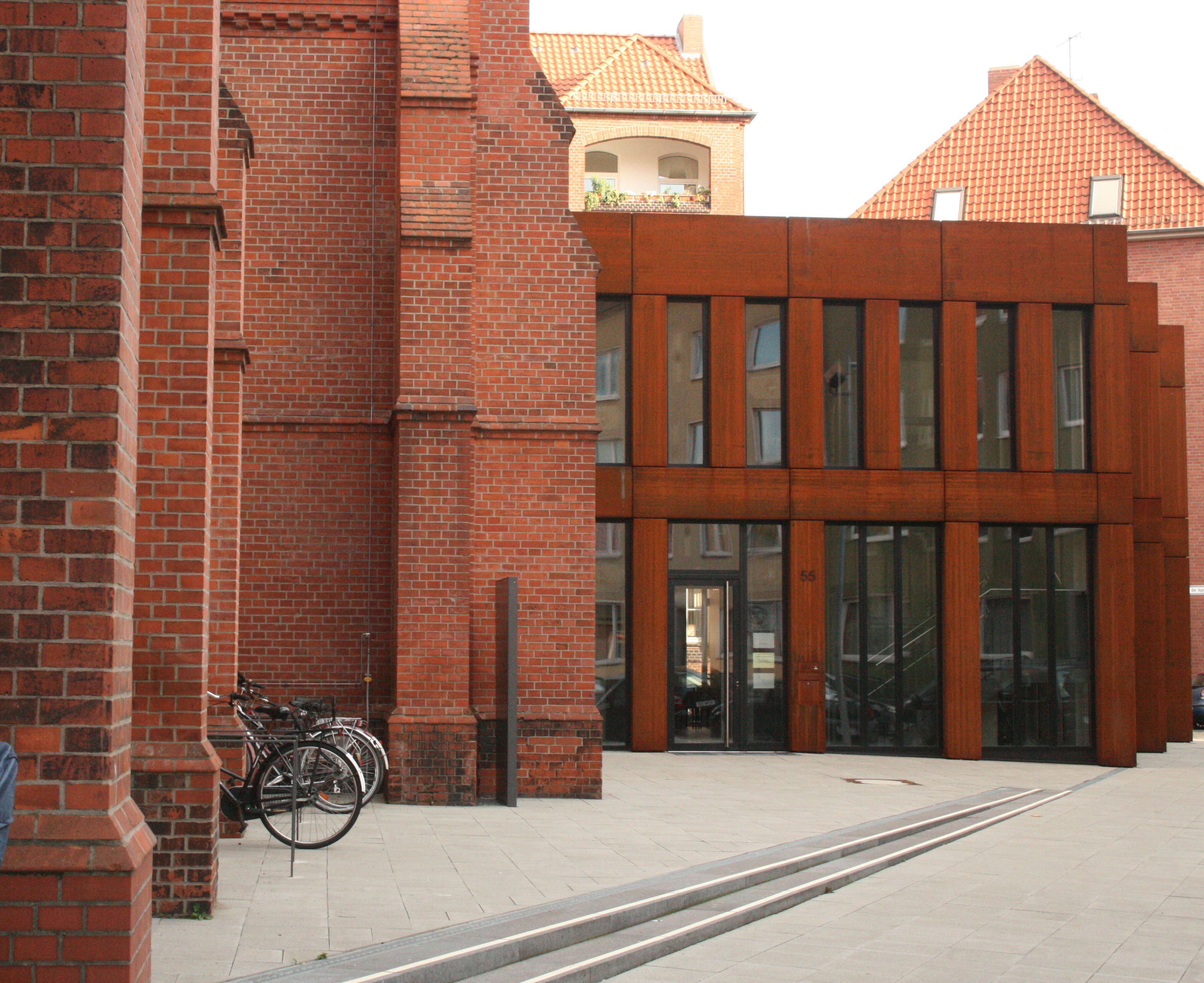
Gemeindehaus, an die Kirche angebaut

Die Gemeinde der Apostelkirche wurde am 1. Mai 1884 als Tochtergemeinde der Christuskirche gegründet. Die Neugründung war erforderlich geworden, da die Christuskirche seinerzeit 30.000 Gemeindeglieder zählte.
Im Jahre 2015 hatte die Apostel-Kirchengemeinde rund 2100 Mitglieder.

## Baugeschichte

Zeichnung der Kirche;
1884 signiert von Karl Börgemann

Die Pläne für den Kirchenbau stammen von Conrad Wilhelm Hase. Ausgeführt wurde die neugotische Backsteinbasilika auf einem dreiecksförmigen Grundstück zwischen 1880 und 1884 von Karl Börgemann. Das dreischiffige Gebäude besitzt eine kreuzförmige, gewölbte Anlage mit breitem Querschiff. Der im Westen liegende, hochaufragende Kirchturm trägt eine gemauerte Spitze, die nachträglich eine Kupferabdeckung erhielt. Der Turm lässt sich aus den umliegenden Straßen gut erkennen, was die Kirche zu einem städtebaulich markanten Punkt von großem Orientierungswert macht. Der Backsteinbau ist sehr puristisch ausgeführt und erhielt keine Glasuren oder Putz und nur wenige Formsteine. Seine Erscheinung steht damit im Einklang mit Hases Streben nach baukünstlerischer Wahrheit, bei der Form, Konstruktion und Material übereinzustimmen haben. Das bis 1890 entstandene Pfarrhaus und umgebende Wohnhäuser weisen die gleichen Stilelemente und Materialien wie die Kirche auf. Die Gebäude bilden so ein geschlossenes Ensemble.
Als eine von wenigen städtischen Kirchen blieb die Apostelkirche bei den Luftangriffen auf Hannover im Zweiten Weltkrieg weitgehend unbeschädigt. Lediglich die Fenster wurden zerstört. Die fünf Fenster über dem Altar entstanden 1957 nach einem Entwurf von Fritz Mannewitz. Sie thematisieren in ihrem unteren Bereich die Zwölf Apostel und im oberen Bereich Symbole für die Vier Evangelisten, während im mittleren Fenster im selben Bereich drei Symbole für Dreieinigkeit (Vater, Sohn und Heiliger Geist) dargestellt sind. Die übrige von Hase entworfene Ausstattung (Kanzel, Altar, Lesepult und Taufstein) ist original erhalten.
Nach Verkauf des alten Gemeindehauses wurde 2012 auf der Südseite ein zweistöckiger Anbau errichtet. Die 2005 wegen Schwammbefall gesperrte Galerie wurde im Zuge der Bauarbeiten renoviert. Licht- und Tontechnik wurden erneuert. Nach Abschluss der Bauarbeiten sind alle Gebäudeteile erstmals barrierefrei zugänglich.
Denkmalpflegerische Untersuchungen um 2010 legten an einigen Stellen die ursprüngliche Ausmalung der Kirche aus der Bauzeit frei. Im Zuge der Beseitigung der Kriegsschäden waren die Wandflächen der Kirche in einem grau gebrochenen Weiß gefasst worden – ganz im Stil der 1950er Jahre. Ob die ursprüngliche farbliche Fassung der Wände wiederhergestellt werden soll, ist noch unklar. Nach den 2024 in dem Kirchenraum ausliegenden Informationsblättern scheint dies auf absehbare Zeit nicht beabsichtigt zu sein.

## Orgel und Glocken
Die ursprüngliche Orgel stammte von der Elzer Orgelbaufirma Philipp Furtwängler & Söhne. Sie wurde aufgrund ihrer zunehmenden Unbespielbarkeit, die teilweise noch auf die Kriegsschäden zurückzuführen war, 1971/72 durch einen 24-Register-Neubau der Nachfolgefirma Emil Hammer Orgelbau ersetzt und am 19. März 1972 in einem Festgottesdienst eingeweiht.
Neue Glocken wurden 1977 durch die Glockengießerei Rincker gegossen.

## Sonstiges
In der Apostelkirche wurde Landesbischof Hanns Lilje (1899–1977) getauft, konfirmiert und als Pfarrer ordiniert.

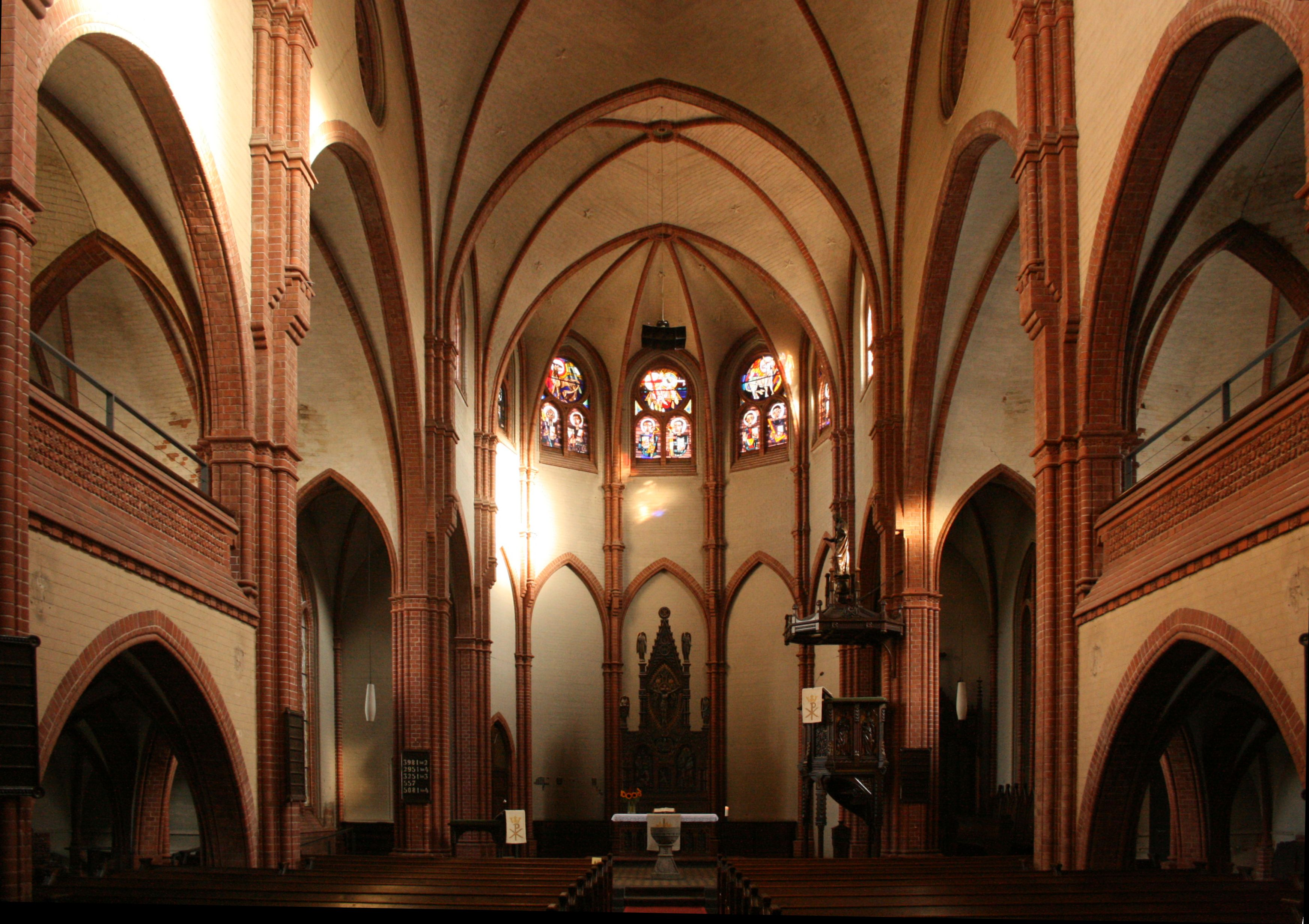
Inneres der Kirche nach Osten
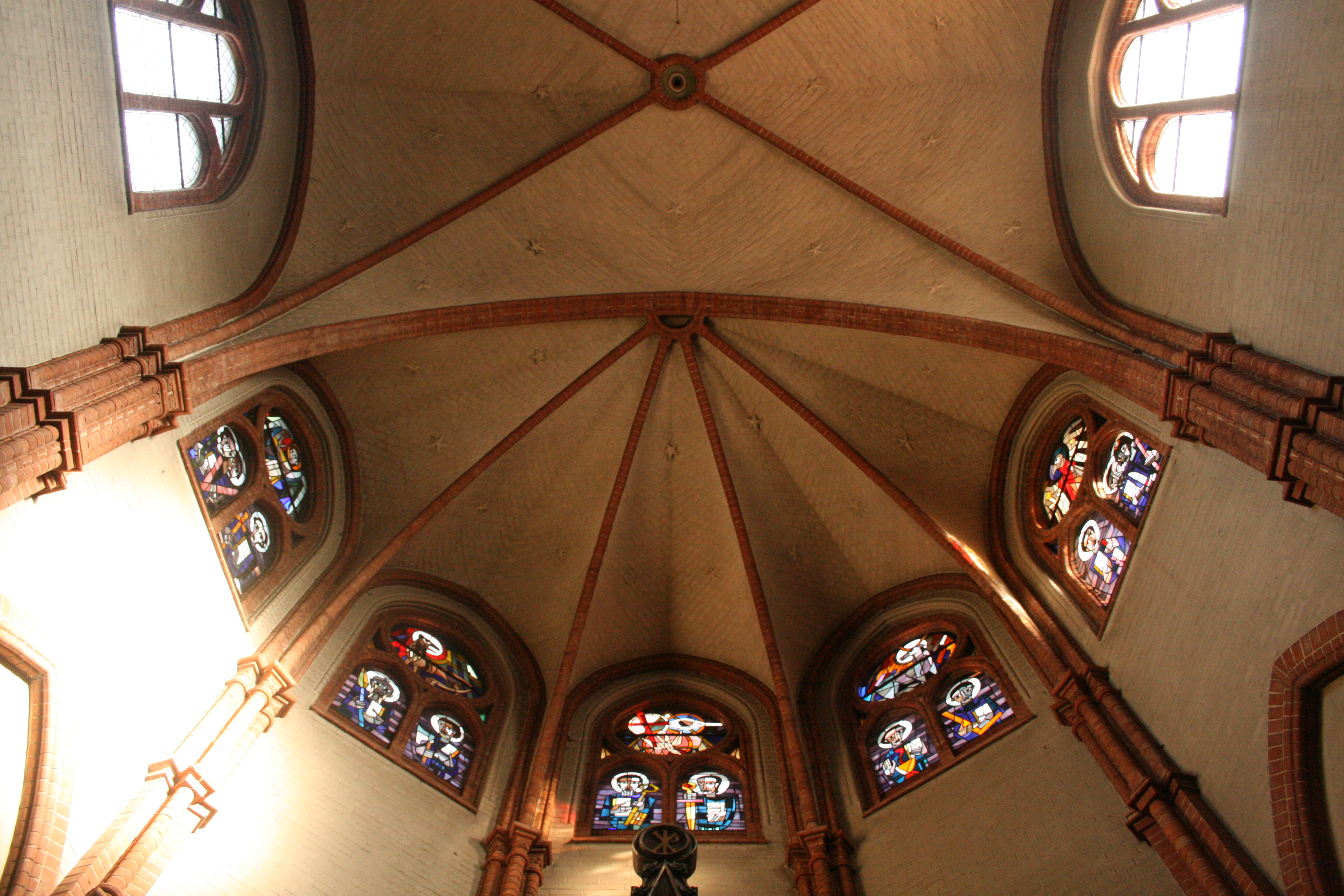
Chor mit oberer Fensterreihe
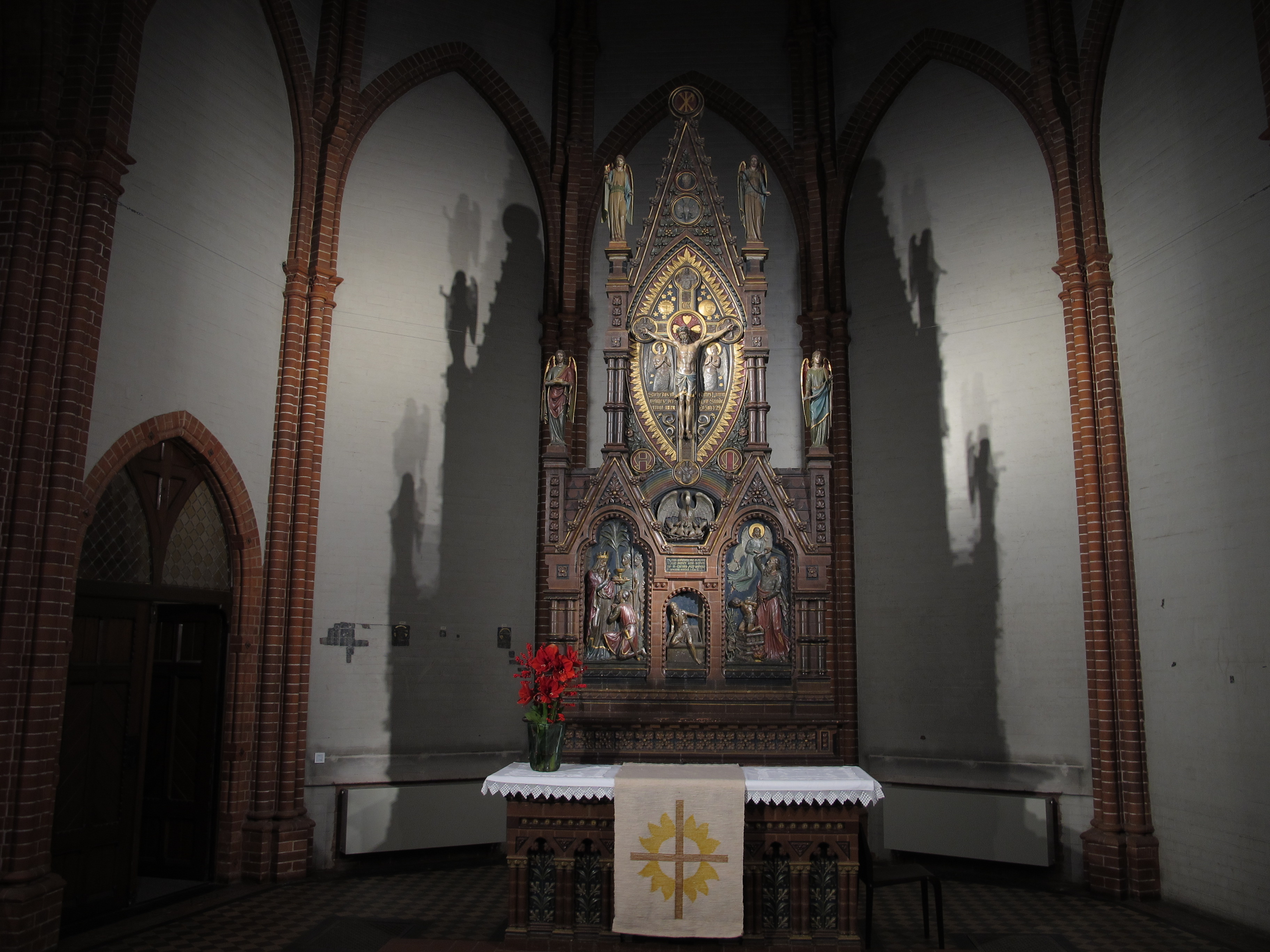
Altar
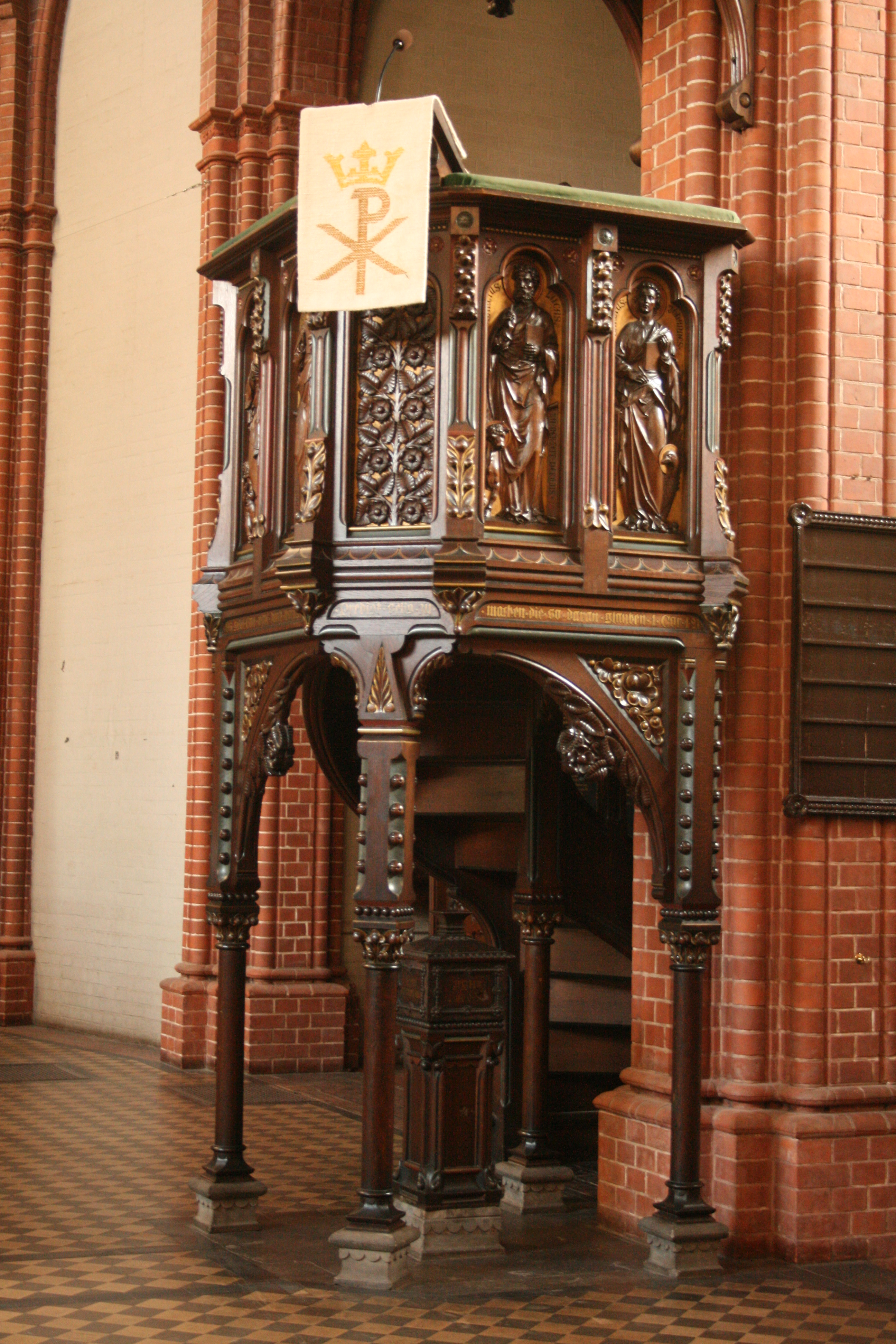
Kanzel
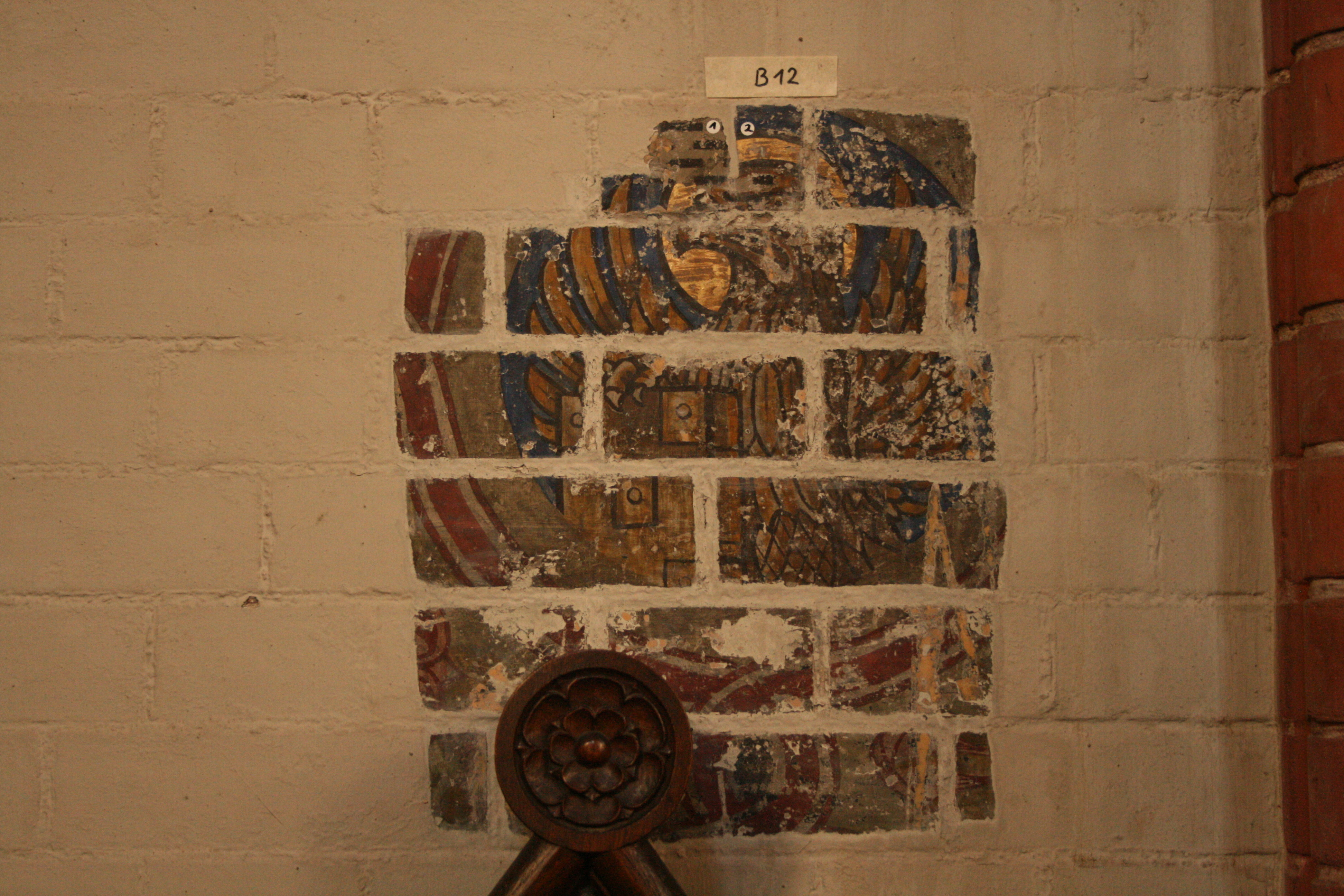
Ursprüngliche Farbfassung